# Colin Friels
Colin Friels, född 25 september 1952 i Kilwinning, North Ayrshire, Skottland, är en brittisk skådespelare.

## Filmografi (urval)
- 2004 – The Mystery of Natalie Wood
- 2001 – My Husband My Killer (TV-film)
- 1998 – Dark City
- 1991 – Dingo
- 1990 – Darkman
- 1986 – Malcolm